# Atheris subocularis
Espèce
Atheris subocularis est une espèce de serpents de la famille des Viperidae. 

## Répartition
Cette espèce est endémique du Cameroun.

## Publication originale
- Fischer, 1888 : Über zwei neue Schlangen und einen neuen Laubfrosch von Kamerun. Jahrbuch der Hamburgischen Wissenschaftlichen Anstalten, vol. 5, p. 1-10 (texte intégral).